# Vit ekguldmal
Vit ekguldmal (Phyllonorycter heegeriellus) är en fjärilsart som först beskrevs av Philipp Christoph Zeller 1846.  Vit ekguldmal ingår i släktet guldmalar, och familjen styltmalar. Arten är reproducerande i Sverige.